# Monoblastia subsquamulosa
Monoblastia subsquamulosa är en lavart som beskrevs av Breuss. Monoblastia subsquamulosa ingår i släktet Monoblastia och familjen Monoblastiaceae.   Inga underarter finns listade i Catalogue of Life.